# ジェームズ・ピーブルス
フィリップ・ジェームズ・エドウィン・ピーブルス（Phillip James "Jim" Edwin Peebles、1935年4月25日 - ）は、カナダ系アメリカ人理論物理学者であり、プリンストン大学アルバート・アインシュタイン名誉教授を務める宇宙論研究者である。
1970年以来、彼は世界を代表する理論宇宙論学者であると広く認められており、宇宙初期におけるビッグバン元素合成、ダークマター、宇宙マイクロ波背景放射、宇宙の大規模構造形成の理解に貢献した。
彼の宇宙論研究への貢献に対し、2019年にノーベル物理学賞を受賞した。

## 研究歴
ピーブルスは、1935年4月25日にカナダのマニトバ州ウィニペグで生まれ、マニトバ大学を卒業した。1958年秋に彼はマニトバを去り、プリンストン大学に入学した。彼はここでロバート・H・ディッケに師事し、博士号を取得した。この後、彼は変わらずプリンストン大学に在籍している。
ピーブルスは、ビッグバン宇宙論に多くの重要な貢献を果たした。ディッケやその他の先駆者（ジョージ・ガモフ、ラルフ・アルファ、ロバート・ハーマンらに遅れること約20年）らと共に、ピーブルスは宇宙マイクロ波背景放射の存在を予言した。ピーブルスは、ビッグバン元素合成、ダークマター、ダークエネルギー研究への貢献だけでなく、1970年代から宇宙の大規模構造の研究で世界の先頭を走っていた。ショウ賞の受賞にあたっては、「彼は、理論的にも観察的にも宇宙論におけるほとんどすべての現代的研究の基礎を築き、高度に観念的な分野を精密な科学へと変化させた」ことが授賞理由とされた。
彼の3冊の教科書 (Physical Cosmology, 1971; Large Scale Structure of the Universe, 1980; Principles of Physical Cosmology, 1993) は、この分野の標準的な参考文献となっている。
ピーブルスは多くの基礎的かつ斬新な概念を導入し、これらは後の世代の研究者によって盛んに研究されている。例えば、1987年にピーブルスは初期宇宙の進化についてΛ-CDMモデルのようにエキゾチックな暗黒物質を必要としないprimordial isocurvature baryon modelを提唱した。1970年代には、ダークマター研究の基礎を作ることに貢献した。また、エレミア・オストライカーとともに、銀河形成の安定性に関するOstriker-Peebles criterionを提唱した。

## 賞歴
- エディントン・メダル (1981)
- ハイネマン賞天体物理学部門 (1982)
- 王立協会フェロー (1982)[9]
- ヘンリー・ノリス・ラッセル講師職 (1993)
- ブルース・メダル (1995)
- オスカル・クライン記念講座 (1997)
- 王立天文学会ゴールドメダル (1998)
- グルーバー賞 (2000), 同時受賞：アラン・サンデージ
- ハーヴェイ賞 (2001)
- ショウ賞天文学部門 (2004)
- クラフォード賞 (2005), 同時受賞： ジェームズ・エドワード・ガン、マーティン・リース (2005)
- Hitchcock Professorship (2006)
- ICTPのディラック・メダル (2013)
- Member of the Order of Manitoba (2017)
- ノーベル物理学賞 (2019)

## エポニム
- 小惑星(18242) Peebles [10]

## 伝記
- Hu, Wayne (28 June 1994). "The Nature versus Nurture of Anisotropies". arXiv:astro-ph/9406071。

## 著書
- 『ピーブルス先生の量子力学』 二間瀬敏史 訳 2022年 丸善出版 ISBN 978-4-621-30707-6